# Gomphrena
Gomphrena és un gènere de plantes de la família Amaranthaceae. Dóna nom a la subfamília de les Gomphrenoideae.
L'espècie més representativa és la perpetuïna o flor de sant Agustí (Gomphrena globosa), planta ornamental molt coneguda. Té inflorescències globuloses de color porpra o malva, que conserven llur aspecte i color després de seques.

## Taxonomia
- Gomphrena caespitosa Torr.
- Gomphrena globosa L. - Perpetuïna, flor de sant Agustí
- Gomphrena haageana Klotzsch
- Gomphrena martiana Gillies ex Moq.
- Gomphrena nealleyi J.M. Coult. & Fisher
- Gomphrena nitida Rothr.
- Gomphrena perennis L.
- Gomphrena serrata L.
- Gomphrena sonorae Torr.